# 杉本つとむ
杉本 つとむ（すぎもと つとむ、1927年（昭和2年）3月30日 - 2022年3月1日（令和4年））は、日本の言語史研究者。学位は文学博士（東北大学・論文博士・1969年）（学位論文「近代日本語の研究」）。早稲田大学名誉教授。本名・杉本孜。

## 経歴
1927年、横浜市生まれ。1951年に旧制早稲田大学文学部国文科を卒業。
1962年に早稲田大学文学部専任講師となる。武蔵野女子短期大学および武蔵野大学文学部講師。1966年に早稲田大学文学部助教授。1969年に「近代日本語の研究」で東北大学より文学博士の学位を取得。同年にオーストラリア国立大学東洋学部客員教授。1971年に早稲田大学文学部教授に昇進。1975年に国際基督教大学語学科及び大学院言語研究科非常勤講師。1984年にモスクワ大学招聘教授及びオランダ・ライデン国立大学、国立民族学博物館研究員を兼任。1989年に北京日本学研究センター講師。1997年に定年により早稲田大学を退職し、名誉教授となった。

## 受賞・栄典
- 1982年： 日本翻訳文化賞（『江戸時代翻訳日本語辞典』）受賞。

## 研究内容・業績
- 日本言語学会・日本翻訳家協会・日本近世文学会に所属した。
- 1981年、『朝日ジャーナル』誌上で佐藤昌介『洋学史の研究』を酷評し[6][7]、佐藤から反論を受けた[8][7]。この他にもドナルド・キーンや宮崎道生、片桐一男ら多くの人物を酷評した[9]。

## 著書
- 『近代日本語の成立 コトバと生活』桜楓社出版(1960)
- 『日本語再発見』社会思想研究会出版部・現代教養文庫 1960
- 『にっぽん語の超克 その系譜と人間像』寧楽書房 1962 「人物でつづる近代日本語の歴史」雄山閣出版
- 『現代語 あなたがつかう言葉の秘密』社会思想社・現代教養文庫 1963
- 『近代日本語 歴史的所産としての言語』紀伊国屋新書 1966
- 『近代日本語の新研究 その構造と形成』桜楓社 1967
- 『日本語歴史文典試論』早稲田大学出版部 1970～1971
- 『にっぽん語 創造と探求の歴史』社会思想社 現代教養文庫 1970
- 『ことばの文化史』桜楓社 1972
- 『女のことば誌』雄山閣出版 1975
- 『方言風土記』雄山閣出版 1975
- 『江戸時代蘭語学の成立とその展開』早稲田大学出版部（全5巻、1976～1981）
- 『生活のことば語源読本』雄山閣出版 1977.8
- 『杉本つとむ日本語講座』（全7巻、桜楓社 1978～1980）
- 『長崎通詞 ことばと文化の翻訳者』開拓社 1981.6 「長崎通詞ものがたり」
- 『西鶴語彙管見』ひたく書房 1982.2
- 『語源なるほどゼミナール』社会思想社 1983.3
- 『日本翻訳語史の研究』八坂書房(1983)
- 『語源の文化誌』開拓社 1983.12
- 『現代語語源小辞典』開拓社 1983.12
- 『江戸の博物学者たち』青土社 1985.2 のち講談社学術文庫
- 『日本英語文化史の研究』八坂書房(1985)
- 『江戸の女ことば あそばせとアリンスと』創拓社 1985.10
- 『読む日本漢字百科』雄山閣出版 1986.12
- 『常用漢字にない漢字の辞典 一九四五字からハミ出した難読・難解のクセモノたち』日本実業出版社 1986.5
- 『解体新書の時代 江戸の翻訳文化をさぐる』早稲田大学出版部 1987.2
- 『「宛字」の語源辞典 なるほど!そうだったのか』日本実業出版社 1987.4
- 『江戸の言語学者たち』雄山閣出版(1987)
- 『東京語の歴史』中公新書(1988)　のち講談社学術文庫
- 『江戸-東京語118話』早稲田大学出版部 1988.3
- 『ことばの履歴書』社会思想社 現代教養文庫 1988.9
- 『西洋人の日本語発見 外国人の日本語研究史1549～1868』創拓社 1989.3 のち講談社学術文庫
- 『越谷吾山 方言に憑かれた男日本最初の全国方言辞典を編む』さきたま出版会 1989.9
- 『江戸洋学事情』八坂書房(1990)
- 『国語学と蘭語学』武蔵野書院 1991.2
- 『文字史の構想』萱原書房(1992)
- 『江戸・蘭方医からのメッセージ』ぺりかん社 1992.12
- 『漢字女編のルーツとドラマ』東京書籍 東書選書、1993
- 『あて字用例辞典 名作にみる日本語表記のたのしみ』雄山閣出版 1994.1
- 『江戸の翻訳家たち 早稲田大学出版部 1995.12
- 『江戸の文苑と文章学』早大出版部(1996)
- 『西洋文化事始め十講』スリーエーネットワーク 1996.2
- 『女とことば今昔』雄山閣出版 1997.5
- 『杉本つとむ著作選集』全10巻 八坂書房、1998-99
- 『蘭学に命をかけ申し候』皓星社 1999.12
- 『一寸の虫にも五分の神 江戸っ子の生活と意見』雄山閣 2001.11
- 『漢字百珍 日本の異体字入門』八坂書房(2001)
- 『江戸の阿蘭陀流医師』早稲田大学出版部 2002.5
- 『馬琴、滝沢瑣吉とその言語生活』至文堂 2005.12
- 『語源海』東京書籍、2005
- 『気になる日本語の気になる語源』東京書籍 2006.12
- 『語源入門 日本語力を高める』東京書籍 2007.9
- 『市民のための国語の授業』おうふう 2007.6
- 『蘭学三昧』皓星社 2009.4
- 『日本語の旅路』皓星社 2010.3
- 『日本本草学の世界 自然・医薬・民俗語彙の探究』八坂書房, 2011.9
- 『井原西鶴と日本語の世界 ことばの浮世絵師』彩流社 2012
- 『蘭学と日本語』八坂書房, 2013.10
- 『十八・十九世紀日魯交流人物史話』東洋書店, 2013.11
- 『江戸時代翻訳語の世界 近代化を推進した訳語を検証する』八坂書房, 2015.11
- 『宛字百景 漢字と日本語の結び目をときほぐす』八坂書房, 2018.6
- 『日本語下手談義』ひつじ書房, 2019.11

### 共編著
- 『小関三英伝 幕末一思想家の生涯』敬文堂出版部 1970
- 『漢字入門 『干禄字書』とその考察』早稲田大学出版部 1972
- 『異体字研究資料集成』（雄山閣出版 全12巻、1973-75）
- 『江戸時代翻訳日本語辞典』早稲田大学出版部 1981.4
- 『『和名抄』の新研究』桜楓社 1984.1
- 『図録蘭学事始』早稲田大学出版部 1985.5
- 『英華学芸詞林の研究 本文影印・研究・索引』呉美慧共編著 早稲田大学出版部 1989.10
- 『日本語学辞典』岩淵匡共編著 桜楓社 1991.2
- 『江戸長崎紅毛遊学』ひつじ書房 1997.3
- 『江戸時代西洋百科事典 『厚生新編』の研究』雄山閣出版 1998.8
- 『図録蘭学事始』編. 日本図書センター, 2013.5

### 校訂・翻訳
- 『異体字弁の研究並びに索引』文化書房博文社 1972
- 杉田玄白『蘭学事始 鎖国の中の青春群像』社会思想社・現代教養文庫 1974
- 小野蘭山『本草綱目啓蒙 本文・研究・索引』早稲田大学出版部 1974
- 永井如瓶『邇言便蒙抄の研究並びに索引』文化書房博文社 1975
- 『節用集 早大本 本文・研究・索引』雄山閣出版 1975
- 『畔田翠山古名録 本文・研究』早稲田大学出版部 1978.11
- 『ライデン大学蔵 落葉集 影印と研究』ひたく書房 1984.1
- 『日本英語文化史資料』八坂書房(1985)
- 大槻玄沢,志村弘強編『環海異聞 本文と研究』八坂書房 1986.12
- 桂川甫周『北槎聞略 影印・解題・索引』早稲田大学出版部 1993.1
- 渋川六蔵『英文鑑 資料と研究』ひつじ書房 1993.3
- 『早稲田大学善本叢書・洋学編』全18巻、早稲田大学出版部 1994～
- 『新井白石　東雅――影印・翻刻・解題・索引』早稲田大学出版部 1994
- 『異体字研究資料集成・第2期』全8巻、1995
- エンゲルベルト・ケンペル『鎖国論 影印・翻刻・校註』志筑忠雄訳,（校註・解説）八坂書房, 2015.9
- C.W. フーヘランド『医戒 幕末の西欧医学思想』杉田成卿訳,（現代語訳・解説）遵義堂, 2016.10

### 監修
- 『広学百科 すぐ役立つ実例集 ことばと作法』 広学社(1976)